# 애그니스 럼
애그니스 낼러리 럼(영어: Agnes Nalani Lum, 1956년 5월 21일 ~ )은 1970년대 말과 1980년대 초에 일본에서 인기를 얻은 미국의 전직 모델, 가수, 배우이다. 그녀는 고등학교 재학 중에 모델 활동을 시작했다. 1974년 미스 하와이 USA 콘테스트에서 우승했지만 연령 제한을 거의 받지 못해 실격 처리되었다.